# إسكتلندا في العصر الحديث

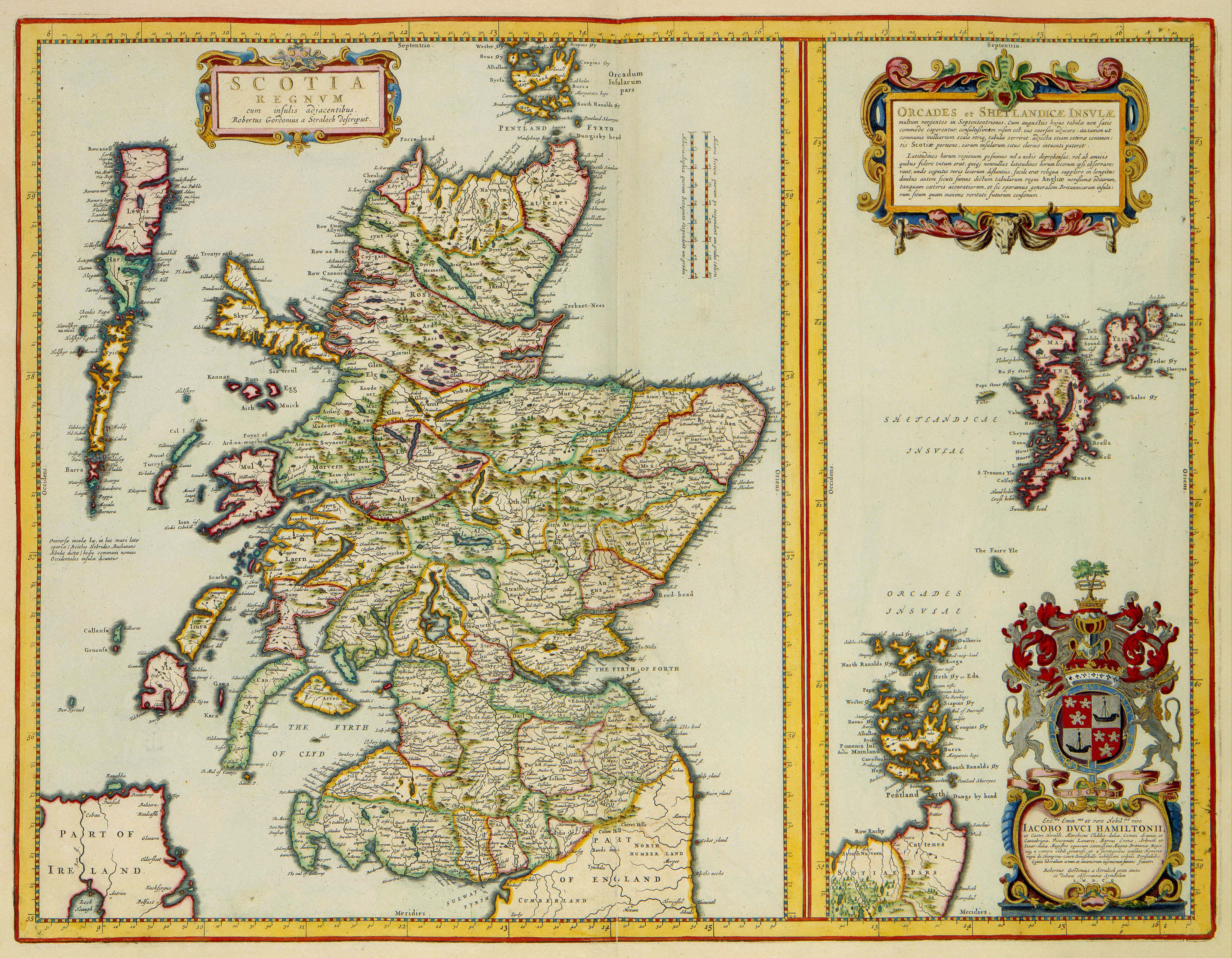

لعبت اسكتلندا في العصر الحديث، منذ نهاية ثورات حركة اليعاقبة وبدايات التحول الصناعي في القرن الثامن عشر حتى يومنا هذا، دورًا أساسيًا في التاريخ الاقتصادي والعسكري والسياسي للمملكة المتحدة والإمبراطورية البريطانية وأوروبا قاطبةً، في حين سادت القضايا المتكررة التي تتناول الوضع القانوني لاسكتلندا وهويتها ضمن المناظرات السياسية.
ساهمت اسكتلندا بشكل كبير في الحياة الفكرية لأوروبا، لا سيما خلال عصر التنوير، إذ قدمت أعلامًا بارزين كان من بينهم عالم الاقتصاد آدم سميث، والفيلسوفان فرانسيس هاتشسون وديفيد هيوم، والعلماء ويليام كولين وجوزيف بلاك وجيمس هوتون. وبرز من بين أعلامها في القرن التاسع عشر كل من جيمس واط وجيمس كليرك ماكسويل واللورد كلفن والسير والتر سكوت. وتضمنت مساهمة اسكتلندا الاقتصادية في الإمبراطورية والثورة الصناعية ما قدمته من نظام مصرفي وتطوير للقطن واستخراج الفحم وبناء السفن، إضافة إلى شبكة سكك حديدية واسعة. وأدى التحول الصناعي والتغييرات التي طرأت على الزراعة والمجتمع إلى تصفية السكان من المرتفعات النائية بنسبة كبيرة، وموجات الانتقال نحو البلدات والهجرة الجماعية، حيث قدم الاسكتلنديون مساهمةً عظيمة في تطور دول كثيرة كان من بينها الولايات المتحدة وكندا وأستراليا ونيوزيلندا.
وفي القرن العشرين، لعبت اسكتلندا دورًا بارزًا في جهود بريطانيا والحلفاء خلال الحربين العالميتين، وبدأت تعاني من تراجع صناعي حاد، الأمر الذي جعلها تمر بفترات لا يستهان بها من التزعزع السياسي. وبرزت حدة هذا الانحدار على وجه الخصوص في النصف الثاني من القرن العشرين، بيد أن التطور الواسع في الصناعات النفطية وتكنولوجيا التصنيع ونمو قطاع الخدمة كانت عواملَ ساهمت إلى درجة ما في التعويض عن النقص. وقد شهدت هذه الفترة أيضًا تزايدًا في النقاش حول وضع اسكتلندا ومكانتها ضمن المملكة المتحدة، إضافة إلى نهوض الحزب القومي الإسكتلندي، ثم تأسيس برلمان اسكتلندي عقب استفتاء شعبي أجري في عام 1999.

## أواخر القرن الثامن عشر والقرن التاسع عشر
بقيام الاتحاد مع إنجلترا واندثار حركة اليعاقبة، تولى آلاف من الاسكتلنديين -لا سيما سكان المناطق المنخفضة- مناصب سلطوية ضمن دوائر السياسة والخدمة المدنية والجيش والبحرية والتجارة والاقتصاد والمؤسسات الاستعمارية وغيرها من المجالات في أنحاء الإمبراطورية البريطانية الناشئة. كتب المؤرخ نيل دافيدسون يقول: «بعد عام 1746، انتقلت مشاركة الاسكتلنديين في الحياة السياسية إلى مستوى جديد كليًا، لا سيما خارج اسكتلندا»، وصرح دافيدسون أيضًا: «على عكس الاعتقاد الذي قد يذهب إلى أن دورها كان «هامشيًا» بالنسبة إلى الاقتصاد البريطاني، لقد تربعت اسكتلندا - وبالتحديد المناطق المنخفضة- داخل نواة هذا الاقتصاد».

### السياسة
خضعت السياسة الاسكتلندية في أواخر القرن الثامن عشر وخلال القرن التاسع عشر لسيطرة حزب الأحرار البريطاني ثم (بعد عام 1859) خلفه الحزب الليبرالي. فمنذ إصدار قانون الإصلاح الإسكتلندي لعام 1832 (الذي زاد عدد أعضاء البرلمان الاسكتلنديين ووسع الحق الدستوري بشكل بارز جعله يتضمن المزيد من أفراد الطبقة الوسطى) وحتى نهاية القرن، استطاع الحزبان كسب أغلبيةٍ في مقاعد وستمنستر البرلمانية لصالح اسكتلندا، رغم التفوق العددي الكبير للمحافظين الإنجليز والويلزيين. وقاد النبيل الإسكتلندي ذو التعليم الإنجليزي، لورد أبردين (1784-1860)،  حكومة ائتلاف منذ عام 1852 حتى عام 1855، بيد أن قلة نادرة من الاسكتلنديين هم الذين تولوا مناصب في الحكومة على العموم. ومنذ منتصف القرن، ازدادت المطالب بالحكم السيادي الوطني لاسكتلندا، وحين شغل لورد ساليسبوري المحافظ منصب رئاسة الوزراء في عام 1885، استجاب للضغوطات التي تطالب بمزيد من الاهتمام بالقضايا الاسكتلندية عن طريق إعادة إحياء منصب أمين سر الدولة لشؤون اسكتلندا، الذي كان قيد التعطيل المؤقت منذ عام 1746. واختار لذلك المنصب دوقَ ريتشموند، الذي كان مالكَ أراضٍ ثريًا يشغل منصبَي رئيس جامعة أبردين والحاكم الملكي العام لبانف في آن معًا. ومع اقتراب نهاية القرن، كان إيرل روزبيري (1847-1929) أول ليبرالي اسكتلندي يصل إلى منصب رئاسة الوزراء، وكان ربيب النظام التعليمي الإنجليزي مثل لورد أبردين من قبله. وفي وقت لاحق من القرن التاسع عشر، أدت قضية الحكم السيادي الوطني الأيرلندي إلى انشقاق في صف الليبراليين، إذ انشقت أقلية منهم لتشكل حزب الليبراليين الاتحاديين في عام 1886. وجاء نجاح كير هاردي في انتخابات ميد لاناركشاير التكميلية عام 1888 ليشهد على تنامي أهمية الطبقة العاملة، ما أدى إلى تأسيس حزب العمل الإسكتلندي، الذي انضوى تحت راية حزب العمل المستقل في عام 1895، وكان هاردي أول من يتولى منصب القيادة فيه.
كانت الأبرشية تشكل الوحدة الأساسية للإدارة المحلية، وبما أنها كانت تابعة للكنيسة أيضًا، عاقب الشيوخُ مرتكبي كل ما كان المحليون يعتبرونه سلوكًا غير أخلاقي بالإذلال العلني، بما في ذلك الزنا والسُكر وضرب الزوجة والتجديف وانتهاك قدسية يوم الرب. وانصب التركيز بشكل أساسي على الفقراء، ولم يكن ملّاك العقارات («الليردات»، والليرد هو النطق الإسكتلندي للورد) والطبقة الأرستقراطية وخدمهم خاضعين لنظام الأبرشية المنضبط. وقد تضعضع نظام الشرطة الأمني بعد عام 1800 ليختفي من معظم المناطق بحلول خمسينيات القرن التاسع عشر.

### عصر التنوير
في القرن الثامن عشر، نقل عصر التنوير السكوتلندي الدولةَ إلى واجهة الإنجاز الفكري في أوروبا. ورغم أنها ربما كانت أكثر دول أوروبا الغربية فقرًا في عام 1707، حصدت اسكتلندا المكاسب الاقتصادية التي تأتت عن حرية التجارة ضمن الإمبراطورية البريطانية إلى جانب المكاسب الفكرية التي درها عليها نظام جامعي عالي التطور. وفي ظل هذين الحافزين المتوائمين، بدأ المفكرون السكوتلنديون يشككون بافتراضات كانت بمثابة البديهيات في ما سبق؛ وبفضل الروابط التقليدية التي تجمع بين اسكتلندا وفرنسا، ثم في خضم موجات التنوير، انخرط السكوتلنديون في تطوير فرع عملي بشكل فريد من المذهب الإنساني إلى درجة حدت بفولتير إلى أن يقول: «نحن نتطلّع إلى اسكتلندا لاستقاء جميع أفكارنا عن الحضارة».
كان فرانسيس هاتشسون أول كبار فلاسفة التنوير السكوتلندي، وشغل كرسي الفلسفة في جامعة غلاسكو منذ عام 1729 حتى عام 1746. وبصفته فيلسوفًا أخلاقيًا قدم بدائل عن أفكار توماس هوبز، فقد تمثل أحد إسهاماته الرئيسية تجاه الفكر العالمي في المبدأ النفعي والعواقبي القائل إن الفضيلة هي ما يوفر – وفقًا لكلامه: «أكبر قدر من السعادة لأكبر عدد من الناس». وقد استعين بهذا المبدأ كثيرًا في المنهج العلمي (طبيعة المعرفة والدليل والتجربة والعلة)، وطُورت بعض المواقف الحديثة تجاه العلاقة بين العلم والدين على أيدي تلميذيه الأثيرين ديفيد هيوم وآدم سميث.
أصبح هيوم أحد الأعلام البارزين في تعاليم الفلسفة الشكوكية والتجريبية، وطور إلى جانب مفكرين تنويريين سكوتلنديين آخرين ما سماه «علم الإنسان»، الذي عُبر عنه تاريخيًا في أعمال عدة مؤلفين كان من بينهم جيمس بيرنيت وآدم فيرغسون وجون ميلر وويليام روبرتسون، واندمجت هذه الأعمال في بوتقة دراسة علمية تتناول السلوكيات الإنسانية في الحضارات القديمة والبدائية مع وعي قوي بالقوى المحددة للحداثة. وبالطبع، نشأ علم الاجتماع الحديث بقسم كبير منه من هذه الحركة. طوّر آدم سميث ونشر ثروة الأمم، وهو أول عمل يتناول علم الاقتصاد الحديث. وكان له أثر مباشر على السياسة الاقتصادية البريطانية، وما زال يؤطر نقاشات القرن الحادي والعشرين حول العولمة والرسوم الجمركية. وقد امتد تركيز عصر التنوير السكوتلندي على مدى يتراوح من المسائل الفكرية والاقتصادية وبين المسائل العلمية البحتة كما في أعمال الطبيب وعالم الكيمياء ويليام كولين، وعالم الزراعة جيمس أندرسون، وعالم الفيزياء والكيمياء جوزيف بلاك، وأول عالم في الجيولوجيا الحديثة جيمس هوتون. وفي حين يعتبر التراث أن عصر التنوير السكوتلندي انتهى مع اقتراب نهاية القرن الثامن عشر، فقد استمرت –عكس ذلك الاعتبار- المساهمات السكوتلندية الكبيرة في العلوم والآداب البريطانية طيلة 50 عامًا أخرى أو أكثر، بفضل أعلام مثل جيمس هوتون وجيمس واط وويليام مردوخ وجيمس كليرك ماكسويل واللورد كلفن والسير والتر سكوت.